# إيميلي هامبشاير
إيميلي هامبشاير (بالإنجليزية: Emily Hampshire)‏ وهي ممثلة كندية ولدت في يوم 29 أغسطس 1981 في مدينة مونتريال في إقليم كيبك في كندا مثلت مع جاي باروشيل في فلم التروتسكي في سنة 2009 وفي الجيران الخيرون في سنة 2010.

## النشأة
ولدت هامبشاير في مدينة مونتريال في كندا، في 2006 تزوجت من لاعب ومدرب كرة القدم ماثيو سميث وثم تطلقت عنه. إنتقلت هامبشاير للعيش في لوس أنجلوس بعد الانتهاء من تمثيلها في فيلم كعكة الثلج في سنة 2006.

## السيرة المهنية
بدأت هامبشاير في التمثيل في الأفلام والمسلسلات الكندية منذ سنة 1996، مثلت أول مرة في مسلسلات هذا المكان للإيجار و كارل وكارل، في سنة 1999 مثلت دور مارغريت في فيلم الحياة قبل ذلك للمخرج جيري شيشوريتي وألذي عرض في مهرجان تورنتو الدولي السينمائي في سنة 1999. في سنة 2006 مثلت مع كل من كيفين زيغرس وساماير أرمسترونج في فيلم الكوميديا هو شئ للولد/للبنت وألذي لعبت به دور شانيل. في 2009 أدت دور مايسري في مسلسل الرسوم المتحركة روبي غلوم، وأدت صوت ديانا باري في مسلسل آن والأصدقاء في 2001، وأدت دور كلوي كراشمان في مسلسل كارل وكارل ودور ستار في مسلسل 6 مراهقين وأليسون ماليتسكي في مسلسل بريسفيس. في 2009 مثلت دور ألكسندرا ليث في فيلم التروتسكي مع جاي باروشيل، في 2012 مثلت دور جين ميلمان في فيلم كوسموبوليس، وفي نفس العام مثلت دور جوليا في فيلم مغامرتي الجنسية العشوائية. وفي 2013 مثلت في فيلم الزومبي العائد. في 2014 مثلت في مسلسل 12 قردا وألذي أدت به دور جينيفر غوينس. في 2015 بدأت بالتثميل في مسلسل شيت كريك وألذي يعرض على شبكة سي بي سي الكندية. في 2015 عملت مع إكسافيير دولان في فيلم وفاة وحياة جون دونوفان.

## روابط خارجية
- إيميلي هامبشاير على موقع IMDb (الإنجليزية)
- إيميلي هامبشاير على موقع ألو سيني (الفرنسية)
- إيميلي هامبشاير على موقع أول موفي (الإنجليزية)
- إيميلي هامبشاير على موقع قاعدة بيانات الأفلام السويدية (السويدية)
- إيميلي هامبشاير على موقع قاعدة بيانات الفيلم (الإنجليزية)
- إيميلي هامبشاير على موقع كينوبويسك (الروسية)